# The Four Horsemen (wrestling)
I Four Horsemen sono stati una stable di wrestling attiva nella National Wrestling Alliance e nella World Championship Wrestling tra gli anni ottanta e novanta. Il gruppo originale era formato da Ric Flair, Arn Anderson, Ole Anderson e Tully Blanchard.

## Storia
Ric Flair era stato introdotto nelle storyline della Mid-Atlantic Championship Wrestling negli anni settanta come un "cugino" dei The Minnesota Wrecking Crew (Gene Anderson & Ole Anderson). Dopo aver lasciato i Crew, Flair si alleò con Blackjack Mulligan e Greg Valentine in un feud contro gli Anderson. Nel 1981, quando divenne NWA World Heavyweight Champion, lui e i Crew si riconciliarono, per affrontare insieme Harley Race, Bob Orton Jr. e Dick Slater.

### I Four Horsemen originali

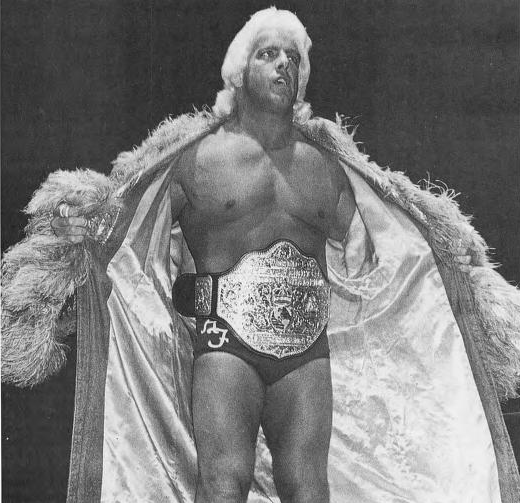
Ric Flair nel 1986

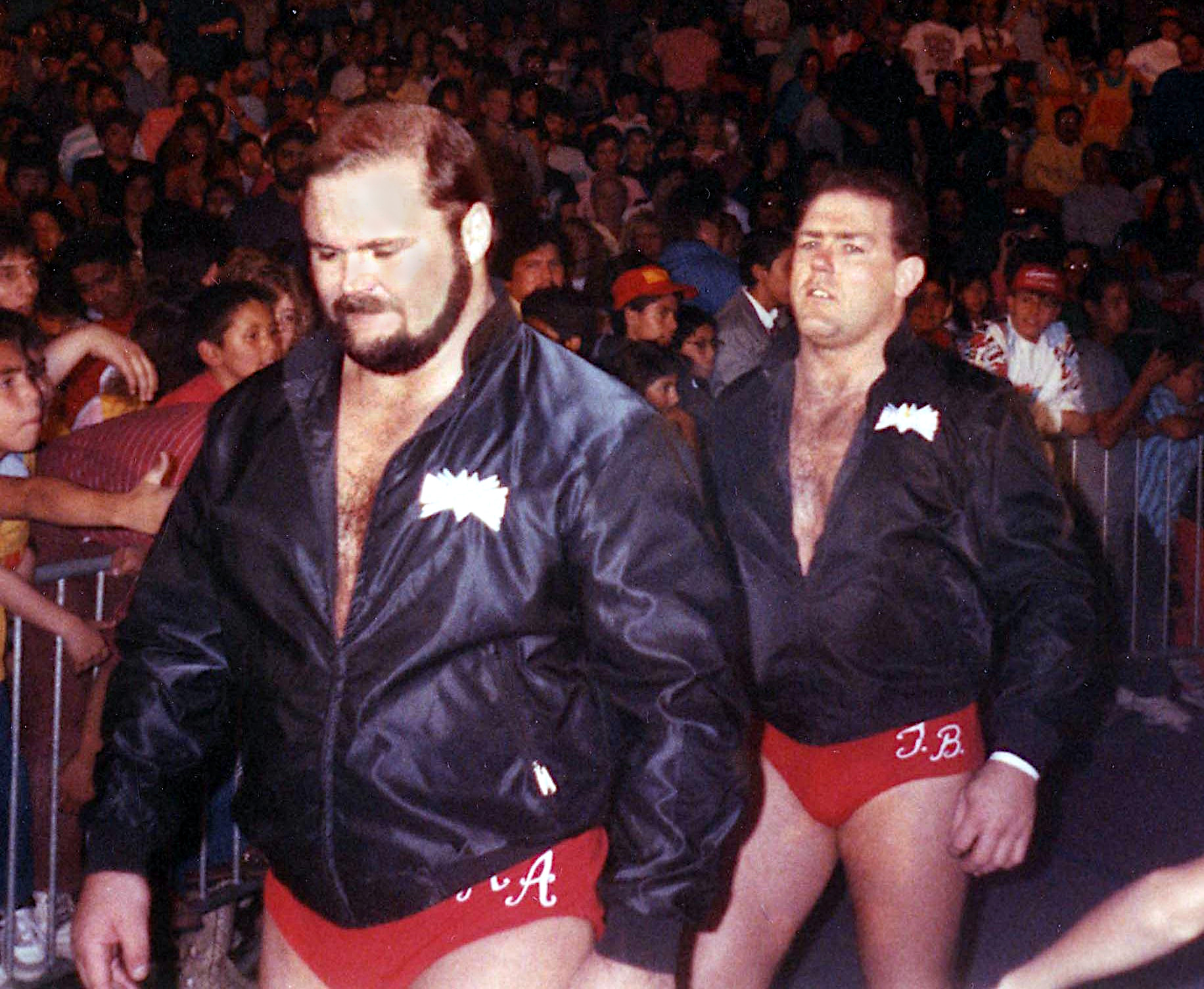
Arn Anderson (a sinistra) con Tully Blanchard (a destra) nel 1988.

I Four Horsemen si formarono nel gennaio 1986 grazie all'unione di Ric Flair, Arn e Ole Anderson e Tully Blanchard, guidati dal manager James J. Dillon. Iniziarono dei feud con Dusty Rhodes (al quale ruppero una caviglia ed una mano), Magnum T.A., Barry Windham, The Rock 'n' Roll Express (rompendo il naso di Ricky Morton), Nikita Koloff ed i Road Warriors. Dusty Rhodes, Road Warrior Animal, Road Warrior Hawk, Ronnie Garvin e molti altri wrestler cercarono di conquistare NWA World Heavyweight Championship, in quel periodo detenuto da Ric Flair. La stable ha avuto sempre gran parte dei Titoli sotto mano ed i quattro erano soliti vantarsi del proprio successo (sia nel wrestling che con le donne, kayfabe) nelle interviste che rilasciavano.
Quando venivano intervistati, la stable improvvisava poiché i dialoghi non erano pianificati. Inoltre, portarono la loro gimmick anche al di fuori del wrestling, iniziando a spostarsi con un jet privato per raggiungere le città dove avrebbero dovuto lottare e noleggiando limousine. Baby Doll divenne la valletta di Flair nel 1986, dopo essere stata manager di Blanchard nel 1985.

### Luger e Windham
Nel febbraio 1987 il nuovo acquisto della WCW Lex Luger chiese di diventare membro della stable. Luger divenne parte del gruppo ed iniziò gradualmente a ricoprire il ruolo fino ad allora esclusivo di Ole Anderson, il quale fu tempo dopo cacciato dal gruppo quando costò al fratello Arn e a Luger l'NWA Tag Team Championship a Starrcade 1986. Durante questo periodo iniziarono un feud col gruppo formato da Dusty Rhodes, Nikita Koloff, i Road Warriors e Paul Ellering; i dieci diedero vita ad una serie di WarGames Match; durante il primo match, Dillon si infortunò alla spalla dopo aver subito la finisher dei Road Warriors, la Doomsday Device. Dillon venne quindi sostituito nei match successivi da War Machine, il quale divenne famoso in seguito come Big Bossman.
Luger venne eliminato dal gruppo dopo aver litigato con Dillon, il quale, con un intervento errato, costò a Luger lo United States Championship; Luger per vendetta impedì a Dillon di vincere un match. Luger iniziò quindi a fare coppia con Barry Windham ed il duo si impegnò in un feud con gli Horsemen. Sconfissero Anderson e Blanchard conquistando l'NWA World Tag Team Championship al primo Clash of the Champions. Nell'aprile 1988, Windham si alleò con gli Horsemen e tradì Luger. Quella incarnazione degli Horsemen viene considerata come la migliore sul piano della tecnica di lotta; nello stesso anno il gruppo conquistò tutti i titoli: Flair vinse l'Heavyweight Championship, Windham lo United States Championship e Anderson e Blanchard il Tag Team Championship.
Nel settembre 1988 Anderson e Blanchard passarono alla World Wrestling Federation, passando il titolo di coppia ai Midnight Express. Nella WWF, Anderson e Blanchard si fecero conoscere con il nome di "The Brain Busters" e il loro managar fu Bobby Heenan.
Flair, Windham e Dillon continuarono a farsi chiamare The Horsemen e iniziò a farsi strada l'idea di cercare un nuovo membro; la WCW ingaggiò Butch Reed, il quale fu tuttavia impegnato solo in incontri uno contro uno, e quindi, nel febbraio 1989, entrò a far parte della stable il fratello di Barry Windham, Kendall. Poco dopo però Dillon lasciò la National Wrestling Alliance per passare alla WWF e la NWA abbandonò il nome "Four Horsemen", continuando tuttavia a far lottare la stable e associando ai wrestler un nuovo manager, Hiro Matsuda. A distanza di qualche tempo, Windham perse il Titolo US in favore di Luger e passò anch'egli alla WWF.

### Sting e Sid Vicious
Gli Horsemen furono ricreati nel dicembre 1989, sempre nella NWA. Flair, Arn e Ole Anderson ed il loro storico rivale Sting diedero vita alla nuova formazione, lasciando di stucco i fan; la loro nuova gimmick li portò ad essere face ed a lottare contro la J-Tex Corporation, stable guidata da Gary Hart e composta da Terry Funk, Great Muta, Buzz Sawyer e The Dragonmaster. Al culmine della faida il gruppo tornò ad essere heel, cacciando Sting per aver osato sfidare Ric Flair per il World Championship; Flair iniziò a farsi accompagnare da una valletta, Woman. Il gruppo diede vita ad una faida con Luger, Sting, Rick e Scott Steiner e El Gigante.
Nel maggio 1990 Ole divenne manager del gruppo e Barry Windham e Sid Vicious furono aggiunti al gruppo; iniziarono un feud con i Dudes With Attitudes, gruppo composto da Sting, Luger, gli Steiner Brothers, Paul Orndorff e Junkyard Dog. Sul finire del 1990, Ole e Woman lasciarono la NWA. Più o meno nello stesso periodo, Ted Turner acquistò la Jim Crockett Promotions, la più grande tra le federazioni che componevano il circuito indipendente della NWA, trasformandola nella World Championship Wrestling.
Nell'ottobre 1990 Windham si vestì come Sting e provò a farsi schienare da Sid Vicious, in modo da fargli vincere il WCW World Heavyweight Championship. Il vero Sting riuscì tuttavia a vincere il match.
Gli Horsemen si sciolsero nuovamente ed i componenti presero strade diverse. Nel maggio 1991 Sid passò alla WWF; nell'agosto dello stesso anno fece lo stesso anche Flair. Windham passò face durante un feud con Lex Luger; Anderson iniziò a lottare in coppia con Larry Zbyszko ed il duo si unì alla Dangerous Alliance guidata da Paul E. Dangerously.

### Three Horsemen
Tra il mese di marzo e quello di dicembre 1993, con il ritorno di Flair nella WCW, la stable fu riformata; il gruppo fu composto dai soli Flair, Arn Anderson e dal jobber "Pretty" Paul Roma; quest'ultimo rimpiazzò Blanchard, il quale non poté partecipare poiché non superò un test antidoping. Il gruppo, ricordato dai fan come il più debole della storia degli Horsemen, si sciolse quando Roma effettuò un turn contro Arn, associandosi a Paul Orndorff e dando vita con questi al team "Pretty Wonderful".

### La versione 1995-1997
Nel 1995 Flair ed Arn (turn heel) diedero vita ad un gruppo con Vader per infastidire Hulk Hogan e Randy Savage. Dopo la sconfitta di Vader contro Hogan in uno Steel Cage match a Bash at the Beach, Flair entrò nella gabbia e colpì Vader; quest'ultimo rovesciò la situazione e Arn dovette intervenire per salvare Flair. Ciò portò ad un Handicap match a Clash of the Champions XXXI nel quale Vader sconfisse il duo Flair-Arn. Il duo iniziò a scricchiolare, giacché Arn pensò di essere sfruttato da Flair; tra i due nacque un feud che culminò in un match a Fall Brawl, il 19 settembre 1995, dove Arn sconfisse Flair con l'aiuto di Brian Pillman. Flair supplicò Sting di aiutarlo nella lotta contro Arn e Pillman, ma non riuscì a riscuotere la sua fiducia. Dopo diverse settimane, Sting accettò di aiutarlo, ma Flair effettuò un turn contro di lui ad Halloween Havoc ridando vita agli Horsemen con Arn e Pillman. Per rimpolpare il gruppo, aggiunsero subito Chris Benoit. Questa versione della stable ebbe feud importanti con Hogan, Savage, Sting e Lex Luger. Flair inoltre "rubò" Miss Elizabeth e Woman ad Hogan e Savage e le due divennero sue vallette per i successivi sei mesi.
Nei primi mesi del 1996 Pillman iniziò un feud con Kevin Sullivan, ma non lo portò in fondo, giacché abbandonò la WCW in favore della WWF in febbraio. Benoit prese il suo posto nel feud, dando vita ad una delle rivalità più note nella storia del wrestling. Durante il feud, Woman, che era associata a Sullivan, lasciò questi per affiancare Benoit; le cose tuttavia non finirono qui: Woman era davvero sposata con Sullivan e, col proseguire del feud, decise di lasciare davvero suo marito e di fidanzarsi con Benoit. L'astio tra Benoit e Sullivan portò i due a sostenere dei match decisamente "stiff", utilizzando mosse e colpi molto violenti.
Nel giugno 1996 Steve "Mongo" McMichael divenne il nuovo quarto membro degli Horsemen; con lui entrò nel gruppo anche una nuova valletta, Debra, ai tempi sua moglie. Il rapporto tra Debra e Woman dietro le quinte non fu però idilliaco e ciò divenne chiaro anche agli spettatori, i quali spesso poterono notare le due litigare; alle volte era necessario l'intervento di Benoit e Mongo per calmarle.
Con la nascita del New World Order (nWo) gli Horsemen divennero di fatto face assieme ai rimanenti componenti del roster della WCW. Nel mese di settembre, Flair e Anderson si unirono in team con i loro rivali più acerrimi, Sting e Luger, ma non riuscirono a sconfiggere il nWo (Hogan, Scott Hall, Kevin Nash ed un falso Sting) a Fall Brawl. Di lì a poco, due eventi cambiarono le sorti degli Horsemen: Jeff Jarrett passò alla WCW dalla WWF, dicendo di voler entrare a far parte degli Horsemen e trovando un sostenitore in Flair (tra il disappunto degli altri membri); Miss Elizabeth annunciò ufficialmente il suo ingresso nel nWo.
Flair permise quindi a Jarrett di entrare nel gruppo nel febbraio 1997, ma col parere negativo degli altri. Jarrett iniziò a scontrarsi con Mongo per ottenere le attenzioni di Debra; a luglio fu cacciato dalla stable da Flair, ma in un modo diverso dal solito: invece di subire il solito pestaggio dal resto del gruppo, a Jarrett fu concesso di allontanarsi sulle proprie gambe; riuscì a portare con sé Debra, lasciando a Mongo il Titolo U.S. che aveva vinto poco tempo prima. Ad oggi, c'è ancora uno strenuo dibattito sul ruolo avuto da Jarrett negli Horsemen; nella sua biografia, Arn Anderson sostiene che "Jeff Jarrett was never a Horseman" (it: "Jeff Jarrett non fu mai un Horseman").
Nell'agosto 1997 Arn Anderson si ritirò a causa di un infortunio al collo e alla schiena che gli impedì di continuare a lottare; il suo posto fu preso da Curt Hennig; a settembre, Hennig lasciò gli Horsemen per unirsi all'nWo. Flair sciolse quindi il gruppo.

### L'ultima versione
L'ultima riproposizione della stable vide la luce nel settembre 1998. Dean Malenko e Chris Benoit provarono più volte a convincere Arn Anderson a ricreare gli Horsemen, ricevendo sempre una risposta negativa. James J. Dillon, di ritorno in WCW, avanzò la stessa richiesta. Arn si convinse e riportò in vita i Four Horsemen, coinvolgendo nuovamente Mongo e Flair; il ruolo di Anderson in questo caso fu quello di manager e la stable prese un'impronta face. Il gruppo ebbe un feud con il nWo ed Eric Bischoff; con quest'ultimo Flair ebbe inoltre diversi problemi reali nel backstage.
All'inizio del 1999 gli Horsemen tornarono nuovamente heel. Più o meno contemporaneamente Mongo abbandonò il mondo del wrestling, lasciando il gruppo composto da soli tre membri attivi. La stable trovò un alleato nelle storyline nell'arbitro Charles Robinson; inoltre, David Flair, figlio di Ric, iniziò a lottare assieme al gruppo e ad indossare le magliette del gruppo, benché non ne sia mai stato ufficialmente considerato una parte. Ric Flair, allora presidente della WCW (kayfabe), diede in premio al figlio la Cintura di Campione degli Stati Uniti ed il gruppo lo aiutò a mantenere il titolo.
La stable si sciolse definitivamente in maggio, quando Benoit e Malenko lasciarono il gruppo.

## Leggenda e fonte di ispirazione
La struttura originale dei Four Horsemen rappresentò una vera e propria innovazione del concetto di creazione, sviluppo e popolarizzazione di una stable heel. Stando al giudizio di Jim Ross riportato nel DVD dedicato alla stable datato 2007, senza i Four Horsemen non sarebbero mai esistiti né il New World Order né la D-Generation X.
Nel corso degli anni diverse stable create nel circuito indipendente hanno utilizzato nel loro nome, nel loro look o nella loro gimmick un riferimento ai Four Horsemen in segno di tributo.

## Media

### DVD
La World Wrestling Entertainment ha prodotto diversi DVD che ripercorrono la storia delle differenti versioni degli Horsemen. Nel 2003 fu pubblicata The Ultimate Ric Flair Collection, seguita da Hard Knocks: The Chris Benoit Story nel 2004 e da Brian Pillman: Loose Cannon nel 2006. In ognuno di questi DVD veniva chiaramente ricostruito il ruolo ricoperto dal wrestler nella stable e la storia della stessa relativamente al periodo durante il quale il wrestler ne fece parte. Sia Flair che Arn Anderson furono inclusi in The Greatest Wrestling Stars of the 80's, pubblicato nel 2006.
Nel 2007 la WWE produsse un set di due DVD relativi all'intera storia degli Horsemen, intitolato Ric Flair and the Four Horsemen. Fu introdotto sul mercato il 10 aprile 2007.
L'azienda di video RF Video condusse diverse interviste shoot (quindi fuori dalla kayfabe) con alcuni dei wrestler che negli anni parteciparono alle varie versioni degli Horsemen: Arn Anderson, Ole Anderson, Tully Blanchard, Blanchard e Baby Doll assieme, James J. Dillon, Lex Luger, Sid Vicious e Barry Windham.

## Membri
- Ric Flair (1986-1999)
- Arn Anderson (1986-1999)
- Ole Anderson (1986-1987; 1989 -1990; 1993)
- Tully Blanchard (1986-1988)
- James J. Dillon (1986-1989)
- Lex Luger (1987)
- Barry Windham (1988-1989; 1990-1991)
- Sting (1989-1990)
- Sid Vicious (1990-1991)
- Paul Roma (1993)
- Brian Pillman (1995-1996)
- Chris Benoit (1995-1997; 1998-1999)
- Steve "Mongo" McMichael (1996-1999)
- Curt Hennig (1997)
- Dean Malenko (1998-1999)

### Membri associati
- Jeff Jarrett (1997)
- David Flair (1999)

## Manager e vallette
- James J. Dillon
- Baby Doll
- Woman
- Dark Journey
- Debra McMichael
- Miss Elizabeth
- Bobby Heenan
- Charles Robinson
- Asya
- Torrie Wilson (valletta di David Flair)

## Titoli e riconoscimenti
Jim Crockett Promotions
- NWA National Heavyweight Championship: Tully Blanchard (1)
- NWA Television Championship: Tully Blanchard (1)
- NWA National Tag Team Championship: Ole e Arn Anderson (1)
- NWA United States Heavyweight Championship: Lex Luger (1), Barry Windham (1)
- NWA World Heavyweight Championship: Ric Flair (6)
- NWA World Television Championship: Tully Blanchard (3), Arn Anderson (2)
- NWA World Tag Team Championship (Mid-Atlantic version): Arn Anderson e Tully Blanchard (2)
- NWA World Tag Team Championship: Arn Anderson e Paul Roma (1)

World Championship Wrestling
- WCW World Heavyweight Championship: Ric Flair (8)
- WCW United States Heavyweight Championship: Ric Flair (1), Steve McMichael (1)
- WCW World Tag Team Championship: Arn Anderson e Paul Roma (1), Chris Benoit e Dean Malenko (1)
- WCW World Television Championship: Arn Anderson (2), Barry Windham (1)

World Wrestling Entertainment
- WWE Hall of Fame (2012)

Pro Wrestling Illustrated
- Ric Flair fu indicato come 2° tra i 500 migliori wrestler singoli nella PWI Years (2003)
- Wrestler of the Year: Ric Flair (1985, 1986, 1989)
- Feud of the Year: Four Horsemen vs. The Super Powers e The Road Warriors (1987), Ric Flair vs. Lex Luger (1988), Ric Flair vs. Terry Funk (1989), Ric Flair vs. Lex Luger (1990)
- Match of the Year: Ric Flair vs. Dusty Rhodes (1986), Ric Flair vs. Ricky Steamboat (1989)
- Most Hated Wrestler of the Year: Ric Flair (1987)
- Manager of the Year: James J. Dillon (1988)

Wrestling Observer Newsletter
- Wrestler of the Year: Ric Flair (1985, 1986, 1989, 1990)
- Most Outstanding Wrestler: Ric Flair (1986, 1987, 1989)
- Feud of the Year: Ric Flair vs. Terry Funk (1989)
- Best on Interviews: Arn Anderson (1990), Ric Flair (1991, 1994)
- Most Charismatic: Ric Flair (1993)
- Match of the Year: Ric Flair vs. Barry Windham (1986), Ric Flair vs. Sting (1988), Ric Flair vs. Ricky Steamboat (1989)
- Best Heel: Ric Flair (1990)
- Readers' Favorite Wrestler: Ric Flair (1985, 1986, 1987, 1988, 1989, 1990, 1991, 1992, 1993, 1996, 1997)

### Libri
- (EN) Arn Anderson, Arn Anderson 4 Ever A Look Behind the Curtain, Ardmore, Dreamcatchers Group, 1999, ISBN 0-9663246-0-9.
- (EN) Ole Anderson, Scott Teal, Inside Out : how corporate America destroyed professional wrestling, Hendersonville, Crowbar Press, 2003, ISBN 0-9745545-0-2 (archiviato dall'url originale il 14 ottobre 2007).
- (EN) Steve "Sting" Borden, George King, Sting Moment of Truth, Nashville, J. Countryman, 2004, ISBN 1-4041-0211-6.
- (EN) James J. Dillon, Scott Teal; Philip Varriale, Wrestlers are like seagulls : from McMahon to McMahon, Hendersonville, Crowbar Press, 2005, ISBN 0-9745545-2-9.
- (EN) Ric Flair, Keith Elliot Greenberg; Mark Madden, Ric Flair: To Be the Man, New York, Pocket Books, 2005, ISBN 0-7434-9181-5.

### Video
- (EN) Ric Flair & The Four Horseman, Stamford, WWE Home Video, 2007.